# Hartonymus
Hartonymus es un  género de coleópteros adéfagos de la familia Carabidae.
Contiene dos especies que se encuentran en el Neártico.

## Especies
Comprende las siguientes especies:
- Hartonymus alternatus (Leconte, 1863)
- Hartonymus hoodi Casey, 1914